# 日本港運協会
一般社団法人日本港運協会（にほんこううんきょうかい、英文名称The Japan Harbor Transportation Association、英略称JHTA）は、港運事業者の業界団体である。全国港湾労働組合協議会との産別交渉・産別協定の当事者でもある。元国土交通省所管で、略称は日港協（にっこうきょう）。

## 概要
- 所在地 - 〒105-8666 東京都港区新橋六丁目11番10号
- 役員（平成23年度）
- 会長 - 久保昌三（㈱上組取締役社長)
- 副会長 - 田村和男（三井倉庫㈱取締役社長）
- 副会長 - 岡本哲郎（三菱倉庫㈱取締役社長）
- 副会長 - 中山正男（東京国際埠頭㈱取締役社長）
- 副会長 - 藤木幸夫（藤木企業㈱取締役社長）
- 副会長 - 伊藤正（伊勢湾海運㈱取締役社長）
- 副会長 - 神埼祥二（塩竃港運送㈱取締役社長）
- 副会長 - 田岡満（甲陽運輸㈱取締役社長）
- 副会長 - 花島孝明（楠原輸送㈱取締役社長）
- 会員数 - 1,102社（令和5年3月末現在）

## 主な業務内容
- 港湾運送事業に関する調査、研究、啓発及び宣伝
- 港湾運送施設の整備を図るための資金の斡旋、その他これらの施設の整備の推進
- 港湾運送事業の安定化、効率化及びサービスの向上のための指導及び支援
- 輸入食糧の港湾運送に係わる受託業務

## 沿革
- 1948年（昭和23年）8月23日 - 日本港運協会発足
- 1965年（昭和40年）6月30日 - 社団法人としての認可を受ける
- 2012年（平成24年）年4月1日 - 一般社団法人となる